# Macromitrium menziesii
Macromitrium menziesii är en bladmossart som beskrevs av C. Müller 1862. Macromitrium menziesii ingår i släktet Macromitrium och familjen Orthotrichaceae. Inga underarter finns listade i Catalogue of Life.